# هنریک شیپستید
هنریک شیپستید (به انگلیسی: Henrik Shipstead) سناتور سابق عضو حزب جمهوری‌خواه ایالات متحده آمریکا بود. وی در سال ۱۹۲۳ تا ۱۹۴۷ میلادی سناتور ایالت مینه‌سوتا در سنای ایالات متحده آمریکا بود.